# Osynliga händer
Osynliga händer (norska: Usynlige hender) är en roman från 2007 av den norske författaren Stig Sæterbakken. Den handlar om en polis som utreder en 14-årig flickas försvinnande och har en destruktiv kärleksaffär med flickans mor. Boken gavs ut på svenska 2009 i översättning av Niklas Darke.

## Mottagande
Dagbladets Kurt Hanssen kallade Osynliga händer "en mycket stark roman, skriven med ett precist och ekonomiskt språk där varje ord har betydelse och tyngd, där det knappt finns en kliché, där den skoningslösa lidelsen står för framåtrörelsen". Jan Arnald skrev i Dagens Nyheter om Sæterbakken: "Han är oerhört exakt i sitt iakttagande av våra svaga sidor, ögonblicken då det skär sig mellan våra moraliska ideal och vårt moraliska beteende. Så också i Osynliga händer, även om den vanliga, lite hysteriska humorn lyser med sin frånvaro. Här är det mörkt, natt, regn." Arnald skrev om romanens huvudperson: "Sæterbakkens försåtliga fälla är att han till en början låter Wold agera som Philip Marlowe, "the best man in his world and a good enough man for any world", som Raymond Chandler beskriver honom. ... Successivt börjar emellertid hans sanna natur blottas – och bokens stora förtjänst är att det sker så naturligt, så direkt organiskt. Hans hänsynslöshet, hans våldsamhet, hans blindhet friläggs utan att man riktigt märker hur det går till – och till slut är han naken, som en staty, ett minnesmärke över ett civilisatoriskt tillstånd."